# Winter Haven (Florida)
Winter Haven (español: Puerto de Invierno) es una ciudad ubicada en el condado de Polk en el estado estadounidense de Florida. En el Censo de 2010 tenía una población de 33.874 habitantes y una densidad poblacional de 327,58 personas por km².

## Geografía
Winter Haven se encuentra ubicada en las coordenadas 28°2′45″N 81°43′58″O / 28.04583, -81.73278. Según la Oficina del Censo de los Estados Unidos, Winter Haven tiene una superficie total de 103.41 km², de la cual 81.06 km² corresponden a tierra firme y (21.61%) 22.35 km² es agua.

## Demografía
Según el censo de 2010, había 33.874 personas residiendo en Winter Haven. La densidad de población era de 327,58 hab./km². De los 33.874 habitantes, Winter Haven estaba compuesto por el 64.68% blancos, el 27.68% eran afroamericanos, el 0.31% eran amerindios, el 2% eran asiáticos, el 0.09% eran isleños del Pacífico, el 2.96% eran de otras razas y el 2.28% pertenecían a dos o más razas. Del total de la población el 11.03% eran hispanos o latinos de cualquier raza.